# 85 av. J.-C.
Cette page concerne l'année 85 av. J.-C. du calendrier julien proleptique.

## Événements
- 30 novembre 86 av. J.-C. (1er janvier 669 du calendrier romain) : début à Rome du consulat de Lucius Cornelius Cinna III et Cnaeus Papirius Carbo[1].
- Hiver 86-85 av. J.-C. : mutinerie des légions du consul Lucius Valerius Flaccus qui hiverne à Byzance. Flaccus tente de régler le problème en destituant son légat Fimbria, mais les troupes prennent son parti[2]. Le consul s'enfuit à Chalcédoine, puis à Nicomédie où il est rattrapé et assassiné par ses soldats[3].
- Printemps : Fimbria mène une campagne victorieuse en Asie[4] ; il chasse Mithridate VI de Pergame et le roi du Pont se réfugie à Pitane, puis à Mytilène. Fimbria n'a pas de flotte, et celle de Lucullus, partisan de Sylla, n'intervient pas. Fimbria ravage la région, incendie Ilion qui s'était mise sous la protection de Sylla et massacre une partie de ses habitants[3].
- Été : Sylla profite des négociations de paix pour mener une expédition punitive contre les Maides et les Dardaniens[5].

- Août : paix de Dardanos imposée par Sylla à Mithridate VI, signée après les conférences de Délion du début de l’année. Fin de la Première guerre de Mithridate[6]. Mithridate VI qui a perdu la guerre contre Rome doit restituer les territoires conquis, livrer sa flotte et payer 3 000 talents. Après avoir signé la paix, Sylla se met à la poursuite de Fimbria, qu'il rejoint à Thyatira, en Lydie ; refusant les conditions imposées par son vainqueur, Fimbria se réfugie dans le temple d'Asclépios  à Pergame et se suicide[3].

- Le roi séleucide Antiochos XII, après une victoire à Joppé sur les Nabatéens, traverse la Judée mais est écrasé à la bataille de Cana par un roi des Arabes qui n'est pas nommé, probablement Obodas Ier[7].
- Début du règne de Rabbel Ier, roi de Nabatène (fin en 84 av. J.-C.)[8].
- Tigrane II d'Arménie est allié avec le roi du Pont, son beau-père Mithridate VI, qui le couvre à l’ouest face aux Romains. Il prend les armes pour récupérer les 70 districts arméniens annexés par les Parthes à son avènement. Il conquiert ensuite l’Adiabène et l’Atropatène, marche jusqu’à Arbèles et Ninive. Il impose sa suzeraineté sur les territoires parthes de Gordyène, d’Adiabène, d’Arzanène, la Mygdonie (pays de Nisibe) et l’Osroène. Il entre ensuite en Médie, jusqu’à Ecbatane où il incendie la forteresse d’Adrapana et chasse le satrape arsacide[9]. Au nord, il reçoit l’hommage de l’Ibérie et de l’Albanie. Tigrane prend le titre de « Roi des Rois », jusqu’alors réservé aux souverains parthes[10].

## Naissances
- Atia Balba Caesonia, nièce de Jules César et mère d'Auguste et Octavie.
- Marcus Junius Brutus, sénateur romain, juriste et philosophe.
- Tiberius Néron, général romain (date approximative).
- Publilius Syrus, poète latin.

## Décès
- Caius Julius Caesar III, homme politique romain.